# Чичерево
Чичерево (рос. Чичерево) — присілок в Володарському районі Нижньогородської області Російської Федерації.
Населення становить 77 осіб. Входить до складу муніципального утворення Іллінська сільрада.

## Історія
Від 2009 року входить до складу муніципального утворення Іллінська сільрада.

## Населення
| 1859 | 1905 | 1926 | 1999 | 2002 | 2010 |
| ---- | ---- | ---- | ---- | ---- | ---- |
| 140  | ↗296 | ↗333 | ↘65  | ↘50  | ↗77  |